# 君主專制

这是标识目前政体的地图，其中与君主有关的政体，分别用靛紫色、淡紫色、紅色标识。
靛紫色區域實行君主專制，
淡紫色區域實行二元制君主立憲制，
紅色區域實行議會制君主立憲制。

君主專制，又譯為君主專政、君主獨裁，為通過專制主義統治的君主制，將國家的統治權力集中在君主一人身上，也包括絕對君主制在內。
西方政治學傳統中，絕對君主制使用於指16世紀至18世紀間在歐洲發展的君主政體，其特色為君主為國家主權的體現。對於歐洲之外的傳統獨裁君主政體，則稱為專制主義。受日本明治維新時期漢譯名詞影響，君主專制並沒有特別去區別是指絕對君主制或專制主義。中華人民共和國主流的馬列主義史觀中，也沒有特去區分譯名，無論是中國或歐洲的專制君主制，一律統稱為君主專制。
在中華人民共和國採取的馬列主義史觀中，君主專制接續在封建主義之後。在歐洲封建主義時期，君權大多數情況下受制於封建制度和封建法律、貴族階層的政治權力、圣职者的宗教權力與資產階級的經濟權力，如歐洲文藝復興時期以前的君權；而文藝復興時期以後，天主教教權的衰落和資本主義經濟的發展，使得歐洲各國國王有機會收攏權力，加強專制。在中國，接續在周朝封建制度之後，出現的秦漢帝國，開始了中國的君主專制。
在西方歷史中，主張採用君主專制的代表人物有法国國王路易十四與俄国皇帝彼得一世。中國在明朝以後，皇帝加強中央集權，不僅親理國政，又可以直接判處大臣死刑，歷史學家錢穆認為此時的中國才正式成為西方意義上的君主專制政體，例如明朝開國皇帝明太祖朱元璋廢除宰相，集政務大權於一身，到了明成祖以後才重新設置正五品的內閣大學士作為皇帝的秘書官；清朝皇帝進一步加強了君主專制，設立軍機處作為皇帝的執行機關，所有政令皆由皇帝直接發佈。在19世紀後，受民主思潮的衝擊，採用絕對君主制的國家逐漸減少，目前仍然採行絕對君主制的國家如下：沙特阿拉伯、阿曼、文莱、卡塔尔、阿联酋、斯威士兰。

## 譯名
歐洲學界層將霍布斯等人對國家主權屬於絕對、單一、不可分割、轉讓、不能被限制的看法，稱為絕對主義（absolutism）；同時，對absolute monarchy與despotism這兩個術語進行區別應用。前者主要被用來描述近代歐洲的君主制，并不帶有明顯的批判意味；後者則專用於描述亞洲等東方社會的君主制。如馬克思、恩格斯在《共產黨宣言》、《家庭、國家和私有制的起源》中，討論歐洲時，就使用德語：，而《不列顛在印度的统治》中就使用德語：。
1868年，日本學者加藤弘之在《立憲政體略》中，將君主制度分為君主擅制與君主專治。君主擅制，是「君主以天下為一己之私有，而擅制億兆，生殺予奪之權，唯心所欲之政体」；而君主專治為「君主私有天下，其一人專禮樂、征伐之權，其臣民不得参與國事。與君主擅制稍有不同的只是習俗自然成為法律，此則對君權稍有所限制而已。」。擅制與專治，在日文發音相同，都是。1874年，尾崎三良《君民同治論》中，將政體分為四類：君主專裁、君民同治、貴顯共和及百姓共和。君主專裁是指「政事多出于君主之專斷，以是或目之為專制之國體，以是知其為長君主之私欲、助其無道的階梯。」在這個時期，這些日本學者的著作中，雖然其思想來源自孟德斯鳩，但他們沒有明顯把這些名詞，與英語：或英語：其中之一對應起來。
1866年，福澤諭吉譯《西洋事情》，將despot意譯為立君獨裁。於1876年，日本學者何禮之將經英譯本，將孟德斯鳩《論法的精神》譯為日文《萬法精理》，首次將三種分類中的英語：譯為專制政治、專制，這個譯名開始被固定下來。之後，獨裁與專制（英語：Despotism）這些譯名傳入中國。
清朝末年，經梁啟超等人轉介日本譯語，專制、專制君主、君權專制或君主專制這些西方政治學術語開始在中國流行，但是跟日本情況相同，也不一定會把這些名詞是對應到英語：或英語：區分出來。
在20世紀後，日本學者開始遵循歐洲傳統，將英語：譯為專制君主制，或絕對君主制，與專制主義區分開來。因專制君主制，易與專制（英語：Despotism）混淆，直譯為絕對君主制是目前較通行的。香港及台灣學者則多採用直譯，將absolute monarchy譯為“絕對君主制”。
中華人民共和國地區習慣上並不區分absolute monarchy和despotism，統一翻譯以“君主專制”，并根據上下文，常將英語：譯為君主專制制度、專制君主制等，而將英語：譯為專制、專制主義。舉例來說，例如在翻譯馬克思、恩格斯著作時，《共产党宣言》：「在这个阶段上，无产者不是同自己的敌人作斗争，而是同自己的敌人的敌人作斗争，即同专制君主制的残余、地主、非工业资产阶级和小资产者作斗争。」，其“专制君主制”，譯自英語：。北大教授劉北成等人採取19世紀歐洲學者的觀點，認為“絕對主義”（absolutism）或“絕對君主制”（absolute monarchy）不同于“專制主義”（despotism），也不屬于封建主義的範疇；劉北城主張將absolute monarchy（德語dieabsolute monarchie）直譯為“絕對君主國”，以免與“專制主義”（德語：despotismus）相混淆。

## 歷史

### 欧洲
欧洲中世纪君主一般也是專制政體，但是受教會、市鎮與貴族權力的制約，其君主無法過於違反封建制度和法制，此時還沒有形成君主專制政體。華勒斯坦在1974年出版的《現代世界體系》中提出，歐洲中世紀後期，君主利用世界體系帶來的財源，建立國家官僚體系與常備傭兵，因而開始宣揚絕對君權，藉以將原本散在貴族、教會與市鎮的權力，收納到作為國家化身的君主手中；這種權力的絕對化，最終在歐洲產生了君主專制國家，例如在黎希留主教過世後，路易十四自命為國家的代表與化身，不但反過來控制教會，而且長期停開三級會議，一般認為在路易十四之後，法國成為君主專制政體。華勒斯坦認為，世界經濟體系的擴張為君主專制職稱龐大的國家官僚機構提供了經濟基礎；而國家官僚機構，反過來支持世界經濟體系的擴張。還有學者認為，君主專制政體的發展可能促進了民族國家的形成。
在啟蒙運動時期，君主專制政體逐漸傳播到歐洲各地。英國的霍布斯在《利維坦》一書中支持君主專制政體。在法國，君權神授說則是君主專制政體的主要理論依據。菲爾默在其《君权论》一書中認為，人類生來就不是自由的，而是隸屬於父親，一個父親，對於他們子女的生命、自由及財產享有完全的權利，而藉由「父權」衍生出「父親身份的權力」進而可以推及「君權」。根據《聖經》的權威，菲爾麥認為，亞當生來就是父親，也是全世界的君主，君主對國家的權力來自神的賦與，因此必然享有對臣民的絕對權力；菲爾麥根的由《聖經》出發的主張也用被來為奴隸制合法的辯護。在啟蒙運動時期，這些認為國家與君主的權力絕對不受限的學說，結合各國的資本主義改革，從略帶貶義的“專制主義”發展成為了帶有褒義的“開明專制”；然而迅速隨著資產階級革命的興起，一些傳統的君主專制國家開始傾向於進行議會制改革，并逐漸演變成了憲政國家。英國政治學家洛克在《政府論》的上篇針對菲爾麥無限抬高君權的主張進行了批判，在下篇則提出他的主張，以人類的自然權利說，支持英國的議會民主。對此，施米特在1928年的著作《憲法學說》中認為，現代議會制的形成，是因為資產階級既反對絕對君主制，又反對絕對民主制，因此融合了貴族制的特徵，最終建立了議會制國家。
同一時期的歐洲大陸上，經過激進的資產階級革命法國大革命之後，法國變成民主共和國，民主共和浪潮擴散到歐洲各地。
至20世紀之後，歐洲各國大多都已實行民主共和制或是君主立憲制，君主專制制度基本在歐洲消失。

### 中東
中世纪时期阿拉伯世界的君主也都享有无上的权利。阿拉伯帝国的哈里发和鄂图曼帝国的蘇丹，同时也将自己看做是伊斯兰教的首领。

### 中國
有學者將秦朝之後的中國傳統王朝都認定是絕對君主制。如金觀濤等認為，中國在戰國後期，形成絕對君主制之後，進入超穩定結構。
但是這個看法在學界仍存在爭議。法國孟德斯鳩認為中國是專制主義（despotism），之後成為歐洲漢學界的主流見解。如馬克思提出亚细亚生产方式，認為中國屬於專制統治，魏特夫則將中國歸類為東方專制主義。
但這些學者認為中國與歐洲的歷史發展方式不同，對於傳統中國是否為絕對君主制，則持保留看法。在中國也有類似見解，如學者錢穆認為中國朝代雖可說是專制，但王權仍未絕對，不能說是絕對君主制。在《國史大綱》中，錢穆認為中國至元、明、清三代時，才發展為絕對君主制。在1942年論文〈論宋代相權〉中，提出宋朝削弱相權，為進入絕對君主制的前導。其弟子余英時，提出在明太祖廢宰相之前，中國帝王權力，受到相權和官僚限制，與士大夫共治天下，並非絕對君主制。但在明太祖借胡惟庸案廢中書省和丞相之後，皇帝權力變得絕對，在此之後，直到清朝滅亡為止，中國才是絕對君主制。
自秦朝统一中国后，廢除了周天子封建制度，確立了中央集权的君主专制政体，其統治核心是皇帝制度。纵观中国古代專制王朝和皇位的继替，大致有两种类型：同姓相继皇位繼承──世袭型，异姓相代改朝換代──更替型。
中国古代君主专制的重要特点是，皇位世袭显示權力不可转移，和皇权至上显示地位至上。秦始皇以皇權為中心建立中央政權組織，設三公九卿。丞相、御史大夫、太尉三個最高官職，通稱「三公」。丞相乃百官之首，幫皇帝處理全國政事；御史大夫負責監察百官，亦是副丞相；太尉負責全國軍務，不常設。丞相之下還設有諸卿，分管各項事務，屬中央職能部門。
漢朝初期沿襲秦制，丞相（或稱相國）位高權重，統領政務。漢武帝重用身邊工作的人，即內廷尚書，讓他們處理機要工作，以此來削弱相權。西漢末年不再設立丞相職務，改設大司徒、大司馬、大司空為三公。魏晉南北朝時期，逐步形成尚書省、中書省、門下省的三省體制，分別負責決策、審議和執行，三個省的長官，即尚書令、中書令、侍中都是宰相，相權分散，三權制衡，削弱了相權，保證了皇權至上。隋唐時期確立並完善了三省六部制，之後的朝代基本延續了這種制度。宋朝初期，設中書門下為最高行政機構，長官稱「同平章事」，為制約宰相，又增設副宰相參知政事，主管財政大權的三司使和主管軍令的樞密使，以此維護皇權獨大，但宰相仍有一定權力。至南宋時期三省合一，丞相兼任樞密使，相權提升。元朝時期，設中書省作為行政中樞，不設門下省，尚書省時設時不設，僅元世祖時期與元武宗時期有設置，所以門下省與尚書省的權力皆交給中書省，中書右丞相和左丞相乃宰相。元中後期，宰相權大，甚至可左右皇位繼承。
明朝初期，承襲了元朝的政治制度，設中書省管理全國行政事務，由左右丞相統管六部。但是鑒於元朝後期，宰相權力過大，以致皇權不穩。所以明太祖朱元璋借胡惟庸案裁撤中書省和丞相，以六部分管全國行政事務，並且直接對皇帝負責，自此真正的宰相制度廢除，進一步加強君主專制。明成祖時期，開始出現內閣，後來內閣地位提高，作為秘書的大學士有提皇帝批奏折的擬票權，首席大學士稱為「首輔」，部分首輔權大，但大學士本身仍是五品官職，需兼任其它官職提升地位。清初，仿明朝制度，設內閣，置六部，但是議政王大臣會議凌駕內閣六部之上，甚至制約了皇權。康熙時期，以南書房為皇帝秘書處，政出南書房，與內閣、議政王大臣會議三權鼎立，相互制衡。雍正帝設軍機處和軍機大臣，架空議政王大臣會議，全國軍政大權完全掌握在皇帝手中，殿閣大學士則淪為虛職，君主專制更進一步加強。
1911年10月爆發辛亥革命，1912年2月12日，隆裕太后代表6歲的皇帝溥儀頒布《宣統帝退位詔書》，結束了中國兩千多年的君主專制制度

## 相關歷史事件列表

### 成立發展類
成立絕對君主制的事件。
- 前221年中国秦朝建立
- 645年日本大化改新
- 1299年鄂圖曼帝國的崛起
- 1804年法蘭西第一帝國
- 1868年日本王政复古
- 1871年德意志帝國
- 1897年韩国光武改革
- 1932年沙特阿拉伯
- 1935年保加利亞王國
- 1976年中非帝国

### 擁護類
為擁護絕對君主制的相關戰爭事件。

### 限制、改制類
針對絕對君主制而發生的事件，包括革命、改革、政治運動、社會運動，也有失敗之例。
- 1215年英格兰大憲章
- 1688年英国光榮革命
- 1789年法國大革命（絕對君主制→君主立憲制→共和制→絕對君主制）。1804年拿破崙稱帝，此後政權多次更替，包括波旁王朝復辟，七月王朝、第二共和、第二帝國、第三共和相繼成立，直至1875年起草第三共和憲法。
- 1820年西班牙立憲革命。
- 1890年日本帝國憲法（絕對君主制→二元制君主立憲制）。
- 1905年俄罗斯革命（沙皇專制制度→二元制君主立憲制）
- 1906年清朝立憲運動（絕對君主制→君主立憲制）。
- 1911年中国辛亥革命(绝对君主制→总统共和制)。
- 1932年暹羅立憲革命（絕對君主制→二元制君主立憲制）。
- 1947年日本国宪法（二元制君主立憲制→议会内阁制）。

### 當代趨勢
許多以前實行君主專制的國家，如約旦、科威特和摩洛哥已轉向君主立憲制。然而在這些情況下，君主仍然保留龐大的實權，甚至在某些時候議會對政治的影響力被認為可忽略不計。
在不丹，於2003年舉行議會選舉和2008年國民議會選舉後，政府從絕對君主制轉向君主立憲制。
尼泊爾在立憲和專制之間經歷了幾次更替，這些動盪與尼泊爾內戰、毛派叛亂和2001年尼泊爾王室血案有關，尼泊爾君主制於2008年5月28日被廢除。
在東加，國王在2010年之前擁有立法議會的多數控制權。
列支敦士登正朝著擴大君主權力的方向發展，經2003年列支敦斯登修憲公投後，列支敦士登親王得以擴權，英國廣播公司將親王描述為「再次的絕對君主制」。

## 現行君主專制國家列表
| 國名         | 國家元首                        | 國家元首照片 | 政府首腦                         | 備註 | 國旗       | 國徽 | 国家宗教 |
| ------------ | ------------------------------- | ------------ | -------------------------------- | --- | ---------- | ---- | -------- |
| 沙烏地阿拉伯 | 國王：萨勒曼·本·阿卜杜勒-阿齐兹 |              | 首相：穆罕默德·本·薩勒曼         | 王儲兼任內閣首相（大臣會議主席）。 | 沙特阿拉伯 |      | 伊斯兰教 |
| 阿曼         | 蘇丹：海赛姆·本·塔里克          |              | 蘇丹本人兼任                     | 蘇丹兼任首相和國防、外交、財政大臣。 | 阿曼       |      | 伊斯兰教 |
|              | 蘇丹：哈桑納爾·博爾基亞         |              | 蘇丹本人兼任                     | 蘇丹兼任首相、國防大臣和財政大臣，英聯邦成員國。 | 汶萊       |      | 伊斯兰教 |
|              | 埃米爾：塔米姆·本·哈邁德        |              | 首相：穆罕默德·本·阿卜杜勒拉赫曼 | 由卡塔尔埃米尔任命卡塔尔首相，首相多為埃米爾王室家族成員出身。 | 卡塔尔     |      | 伊斯兰教 |
|              | 國王：姆斯瓦蒂三世              |              | 首相：拉塞尔·德拉米尼            | 國王在斯威士蘭被視為國家元首或父親，是國家的最高統治者，斯威士蘭在獲得獨立后設立首相職務，輔以國王執政，但事實仍是首相多由王室成員擔任，且國王有絕對權力罷免首相及解散議會。 | 史瓦帝尼   |      | 基督教   |

## 近代废除君主專制的國家
| 國家／政權       | 稱號 | 政府首腦     | 當時旗幟         | 當時國徽 | 之後旗幟           | 之後國徽 | 現今旗幟                          | 現今國徽 | 末代專制君主      |
| ---------------- | ---- | ------------ | ---------------- | -------- | ------------------ | -------- | --------------------------------- | -------- | ----------------- |
| 清国             | 皇帝 | 內閣總理大臣 | 清朝             |          | 中華民國           |          | 中华人民共和国 · 中華民國         |          | 溥儀              |
| 满洲国           | 皇帝 | 國務總理大臣 | 滿洲國           |          | 中華民國           |          | 中华人民共和国 · 中華民國         |          | 溥儀              |
| 韓国             | 皇帝 | 內閣總理大臣 | 大韓帝國         |          | 大日本帝国         |          | 朝鲜民主主义人民共和国 · 大韩民国 |          | 李坧              |
| 越南帝国         | 皇帝 | 內閣總長     | 阮朝             |          | 越南共和国         |          | 越南                              |          | 阮福晪            |
| 俄罗斯帝国       | 皇帝 | 大臣會議主席 | 俄罗斯帝国       |          | 苏联               |          | 俄罗斯                            |          | 尼古拉二世        |
| 保加利亞王國     | 沙皇 | 大臣會議主席 | 保加利亞大公國   |          | 保加利亞人民共和國 |          | 保加利亚                          |          | 西美昂二世        |
| 法兰西帝国       | 皇帝 | 總理         | 法蘭西第二帝國   |          | 法兰西第三共和国   |          | 法國                              |          | 拿破崙三世        |
| 德意志帝國       | 皇帝 | 帝國總理     | 德意志帝國       |          | 魏瑪共和國         |          | 德国                              |          | 威廉二世          |
| 奥匈帝国         | 皇帝 | 首相         | 奥匈帝国         |          | 奥地利             |          | 奥地利                            |          | 卡尔一世          |
| 奥斯曼帝国       | 苏丹 | 大維齊爾     | 奥斯曼帝国       |          | 土耳其             |          | 土耳其                            |          | 穆罕穆德六世      |
| 巴西帝国         | 皇帝 | 首相         | 巴西帝国         |          | 巴西               |          | 巴西                              |          | 佩德罗二世        |
| 中非帝國         | 皇帝 | 總理         | 中非帝國         |          | 中非共和國         |          | 中非共和國                        |          | 博卡萨一世        |
| 阿拉伯叙利亚王国 | 国王 | 首相         | 阿拉伯叙利亚王国 |          | 叙利亚             |          | 叙利亚                            |          | 费萨尔一世        |
| 利比亞王國       | 国王 | 首相         | 利比亞王國       |          | 利比亚             |          | 利比亚                            |          | 伊德里斯一世      |
| 阿富汗王國       | 国王 | 首相         | 阿富汗王國       |          | 阿富汗共和國       |          | 阿富汗                            |          | 穆罕默德·查希尔沙 |
| 伊朗王國         | 沙阿 | 總理         | 巴列维王朝       |          | 伊朗               |          | 伊朗                              |          | 穆罕默德·礼萨     |

### 引用
1. ↑  J. Russell Major. . JHU Press. 1997-05-29  [2014-01-25]. ISBN 978-0-8018-5631-0. （原始内容存档于2014-06-27）.
2. ↑  朱福惠 主編，鄭瓊現 副主編 (编). . . 中信出版社. 2005: 96–97  [2014-01-26]. ISBN 978-7-5086-0351-3. （原始内容存档于2014-06-27） （中文（中国大陆））. 「前現代的君主制，多為絕對君主制，即所謂的君主專制，表現為君主個人實際享有並專斷地行使全部的政府權力，君主權威沒有任何限制。它具有以下特徵：君主不是由選民選舉產生，而是由世襲產生；君主沒有任期限制，而是採用終身制；君主享有並實際控制全部政府的權力，不實施法治及分權，而實施人治及集權制；其他政府機制的權力皆來自君主的授予，君主凌駕在其他政府機構之上，後者必須聽命於君主的個人意志。前現代的中國與西方的奴隸制與封建制社會所實施的典型政體，均為絕對君主制。...」
3. ↑  Jennifer Fandel. . The Creative Company. 2007-07-01: 9–  [2014-01-25]. ISBN 978-1-58341-534-4. （原始内容存档于2014-06-27）.
4. ↑  谭天星; 王俊义. . 中国社会科学出版社. 1996: 289  [2014-01-25]. （原始内容存档于2014-06-27）. 明代君主既亲理国政,又操大臣死生大权,故有人称之为"绝对君主制"（钱穆：《国史大纲》（上册））
5. ↑  . 法律出版社. 1999  [2014-01-25]. （原始内容存档于2014-06-27）.
6. ↑  Zhun Gao. . 中國文化學院政治硏究所. 1967  [2014-01-25]. （原始内容存档于2014-06-27）.
7. ↑  許慶雄. . 許慶雄の憲法私塾. 2013-07-10  [2014-01-15]. （原始内容存档于2014-02-01） （中文（臺灣））.
8. ↑  Stephens, Michael. . BBC News. 2013-01-07  [2023-12-11]. （原始内容存档于2023-06-01）.
9. ↑  . The Times of India. （原始内容存档于2013-10-16）.
10. ↑  《不列顛在印度的統治》，收入《馬克思恩格斯全集》第9卷。
11. ↑  王義保《專制主義概念溯源》，《學術論壇》2008年第6期
12. ↑  《東中大辭典》〈君主專制〉：「君主總攬國務，一切大小政事，均由其獨斷獨行，恣意處理者是也。」，1908年出版。此辭典由日文辭典翻譯而來，系對英語：的對應防疫。
13. ↑  《辭源》〈專制〉：「政令之權，全出于一國之君者，曰專制，參看專制政體條。」〈專制政體〉：「國家之元首有無限權力，可以獨斷獨行者，謂之專制政體，為立憲政治之對。」1915年出版。
14. ↑  孫文《孫文全書》〈民權主義〉：「中國數千年來都是君主專制政體，這種政體，不是平等自由的國民所堪受的。」
15. ↑  牟宗三認為，中國人民長期處在君主專制下做為大皇帝之從屬心態很深。參見牟宗三講演，〈中國文化大動脈中的現實關心問題〉，《中國文化的省察》，第98頁，ISBN 957-08-1200-1
16. ↑  . 网易. 2009-06-25  [2018-03-24]. （原始内容存档于2021-01-14）.
17. ↑  「専制君主制」『ブリタニカ国際大百科事典 小項目版』3、ティビーエス・ブリタニカ、1993年、改訂第2版。
18. ↑  劉北成〈中譯者序言〉，見劉北成、龔曉莊譯《絕對主義國家的系譜》，上海人民出版社2001年版，第1-3頁。
19. ↑  參考郭力等譯，伊曼紐·華勒斯坦《現代世界體系》第一卷《十六世紀的資本主義農業和歐洲世界經濟的起源》第三章〈絕對君主制與國家主義〉，台北桂冠圖書，1992年。
20. ↑  王軍. . 新疆哲學社會科學網. 2013-05-20  [2014-01-15]. （原始内容存档于2014-02-01） （中文）.
21. ↑  瞿菊農、葉啟芳譯，約翰·洛克《政府論》上第二章〈論父權與王權〉：「羅伯特·菲爾麥爵士的重要論點是，『人類不是天生自由的』；這是他的絕對君主制立脚的基礎，在這個基礎上，絕對君主制被抬到這樣一個高度以至它的權力超出一切權力之上，可以說『昂首天外』；它高出人世間的一切東西，達到了人們連想都想不到的程度，甚至連約束無限神祇的誓約也不能局限它。」，收入漢譯世界學術名著叢書，商務印書館。
22. ↑  劉鋒譯，卡爾·施米特著《憲法學說》：「近代憲政國家，是受憲法法制制約的君主制國家（立憲君主國）或受憲法制約的民主制國家（立憲民主制國家）。但是，正如馬上就會看到的，近代「憲政國家」甚至還利用了貴族制的形式要素。我們不能說，在歐洲為法治國而鬥爭的資產階級，最終更偏愛兩項政治形式原則中的一項(同一性或代表)。資產階級反對一切類型的國家專制主義，因而就既反對絕對君主制，也反對絕對民主制。既反對極端的代表，也反對極端的同一性。資產階級超越了真正具有法治國性質的、單純的適度「節制」要求，力圖確立特定的政治體制。就此而言，它的目標是「議會制」。這種制度是自由市民階級真正的政治要求，其基礎是君主制、民主制及貴族制的形式和結構要素的獨特結合、平衡和相對化。」，台灣聯經出版，2004年。
23. ↑  金觀濤、劉青峰《興盛與危機：論中國社會超穩定結構》第七章〈魏晉南北朝亞穩定結構及其他〉：「如果我們縱觀中國社會發展的諸階段，就可以發現：在中國進入超穩定結構之前，即西周至秦統一中國，中國封建社會的進展，與西歐、日本的封建社會類似。眾所周知，歐洲封建社會以法國發展最為典型。法國封建社會經歷了封建割據君主制，封建等級君主制和絕對君主制三階段。秦以前中國發展大致也經歷了這三階段。其差別在於：歐洲封建社會進入絕對君主制是向資本主義過度的必要階段；而中國封建社會出現絕對君主制時，卻建立了超穩定系統，從而走了另一種演變軌道。」，台灣風雲時代，1994年。
24. ↑  見錢穆《中國歷代政治得失》。
25. ↑  余英時.  (PDF). 中文大學 (二十一世紀). 2003-06-30  [2018-04-27]. （原始内容存档 (PDF)于2020-10-11）.
26. ↑  余英時：〈君尊臣卑下的君權與相權〉，收入《歷史與思想》（台北：聯經出版事業公司，2001年11月初版）。
27. ↑  .   [2014-02-04]. （原始内容存档于2016-03-04）.
28. ↑  .   [2014-02-04]. （原始内容存档于2014-02-21）.
29. ↑  《中國通史 下冊》〈第二十三章 元帝國的組織〉: 第603頁－第606頁.
30. ↑  .   [2014-02-04]. （原始内容存档于2014-02-21）.
31. ↑  .   [2014-02-04]. （原始内容存档于2013-02-12）.
32. ↑  .   [2014-02-04]. （原始内容存档于2014-02-21）.
33. ↑  . 凤凰网. 2011-09-29  [2018-03-24]. （原始内容存档于2020-06-08）.
34. ↑  Tartter, Jean R. . Nelson, Harold D.  (编). . Area Handbook. Foreign Area Studies: The American University. 1986: 246–247  [2023-12-11]. OCLC 12749718. （原始内容存档于2023-12-12）.
35. ↑  Tusalem, Rollin F. . Government and Opposition. 16 September 2021, 58 (2): 291–315. ISSN 0017-257X. S2CID 240505261. doi:10.1017/gov.2021.32 （英语）.
36. ↑  Rafayah, Shakir. . Arab Weekly. 29 January 2022  [25 March 2022]. （原始内容存档于2023-06-01） （英语）.
37. ↑  Sharma, Gopal. . Reuters. 2008-05-29  [2020-12-01]. （原始内容存档于2023-06-04） （英语）.
38. ↑  Constitution of Tonga 的存檔，存档日期2008-11-19., s. 61
39. ↑  . BBC News. 2003-03-16  [2015-10-26]. （原始内容存档于2015-12-15）.